# Kediri
Kediri è una città (kota) dell'Indonesia, nella provincia di Giava Orientale. Alcuni ritrovamenti archeologici risalenti al 2007 fanno supporre che la città fosse la sede dell'antico Regno di Kediri, un antico regno indu sorto intorno all'XI secolo

## Storia
Il fiume Brantas è considerato la culla della cultura giavanese classica, in particolare tra il X secolo ed il XV secolo. L'antica città di Kediri fu fondata dal sovrano Airlangga sulle rive superiori del fiume intorno al 1042. Originariamente la città si chiamava Dahanapura (città di fuoco) o forse Daha Dopo la morte di Airlangga il suo regno fu diviso in due parti: il regno di Panjalu ad occidente, e quello di Janggala a oriente. La città di Kediri divenne la capitale del Regno di Panjalu.

Il nome della città proviene probabilmente dal termine sanscrito Khadri, che significa Gelso Indiano, l'albero caratteristico del territorio che i locali chiamano attualmente  pacé o mengkudu.

Con la fine dei regni giavanesi, la città di Kediri conobbe una inesorabile decadenza trasformandosi in un esiguo centro rurale, e finì per essere annesso dalla Compagnia olandese delle Indie orientali all'interno del processo di conquista dell'isola da parte degli olandesi.